# Cañonera Magallanes
La cañonera Magallanes fue un buque de guerra de la Armada de Chile que teniendo su base en Punta Arenas, ejerció, tareas de interdicción marítima en el Estrecho de Magallanes, y en el océano Atlántico sur hasta 1878. Primero al sur del río Negro, y después al sur del río Santa Cruz. Pero a  partir de 1879, cambia de océano, siendo requerida activamente en la Guerra del Pacífico.

## Construcción y puesta en servicio
Un proyecto de ley, que fue promulgado el 4 de marzo de 1872, establecía que se levante un emprésito que produzca 2 200 000 pesos en plata para mandar a construir dos blindados y un vapor que sirva a la colonia de Magallanes. Por este motivo, se mandó a construir una cañonera bautizada luego como Magallanes, llegando a Chile en 1874.

## Características generales
Era un buque de casco de fierro con arboladura de corbeta, pero como tenía un cañón de 7 pulgadas en la línea de crujía, era considerado como cañonera. Fue el primer buque de Chile en tener doble hélice, lo que le daba mayor maniobrabilidad que los vapores de una hélice.

## Armamento
Tenía cañones Armstrong, de avancarga de 115 libras y de 64 libras, además de otros dos de retrocarga del mismo sistema de a 20 libras, también conocidos como cañones de saludo.
Contaba con una lancha a vapor que fue arrojada al mar durante el combate naval de Chipana.

## Operaciones bélicas

### Conflicto con Argentina
Hubo una disputa por décadas entre Argentina y Chile por la posesión de la Patagonia. Chile a partir de la fundación de una colonia en el Estrecho de Magallanes, y la expulsión de los argentinos de las Islas Malvinas, efectuada por los británicos en 1833, comenzó a ejercer de facto desde su base en Punta Arenas, jurisdicción en la costa atlántica de la Patagonia, primero al sur del río Negro, y después desde el río Santa Cruz al sur hasta 1878. Ejemplos de ellos, son la captura en 1876, por la cañonera Magallanes, al mando del capitán de corbeta Juan José Latorre, de la barca francesa Jeanne Amélie que cargaba guano con la autorización de autoridades argentinas en las costas de la provincia de Río Negro, zona que disputaba Chile. Cuando la llevaba a Punta Arenas, la barca se hundió el 27 de abril de 1876.
Otro acto de jurisdicción que tuvo trascendencia diplomática, fue a la barca norteamericana Devonshire que cargaba guano en la desembocadura del río Santa Cruz, en 1878 y fue capturada por la Magallanes que la llevó a Punta Arenas. El conflicto terminó con el Pacto Fierro-Sarratea el 6 de diciembre de 1878.

### Guerra del Pacífico
Desde el inicio de la Guerra del Pacífico, la Magallanes estuvo en el bloqueo de Iquique, siempre al mando del capitán de fragata Juan José Latorre. En ese lapso, participó en el combate naval de Chipana, en la expedición al Callao con la escuadra chilena, en el combate de Iquique, hasta el fin del bloqueo el 2 de agosto. El 28 de agosto estuvo presente en el segundo combate naval de Antofagasta, tras el cual entró en mantenimiento en Valparaíso, siendo nuevamente comisionado en octubre de 1879, esta vez bajo el mando del capitán de fragata Carlos Condell.
Participó el 2 de noviembre en el desembarco y combate de Pisagua y desde el 28 de noviembre, en el bloqueo de Arica, en el cual, estuvo presente en el combate naval de Arica, en la doble ruptura del bloqueo de Arica, hasta la toma de Arica el 7 de junio de 1880, tras el cual fue a Valapraíso por mantenimiento tras larga campaña.
La Magallanes participó luego en las operaciones de desembarco del ejército chileno durante la campaña de Lima.

### Guerra civil de 1891
La Magallanes formó parte de la marina rebelde. Participó en la toma de Pisagua el 6 de febrero de 1891, en el convoy de tropas a Caldera el 24 de julio y a Quinteros el 20 de agosto.

## Destino
En 1906 el buque fue traspasado a la Marina Mercante, al señor Alfonso Bórquez, de matrícula de Valparaíso para hacer cabotaje en la zona sur.
En 1907 naufragó en un fortísimo temporal al salir de Corral.